# 알렉시스 마크 알리스테르
알렉시스 마크 알리스테르(스페인어: Alexis Mac Allister, 1998년 12월 24일~)는 아르헨티나의 축구 선수로 포지션은 미드필더이다. 현재 잉글랜드 프리미어리그의 리버풀 FC와 아르헨티나 축구 국가대표팀 소속으로 활동하고 있다.

## 유년기
아르헨티나의 전직 축구선수이자 체육부장관을 지낸 카를로스 마크 알리스테르(1968년 5월 6일~)의 아들로 태어났다. 3형제 중 막내이며 위로는 큰 형 프란시스 마크 알리스테르(1995년 10월 30일~)와 둘째형 케빈 마크 알리스테르(1997년 11월 7일~)가 있다. 3형제 모두 축구 선수로 활동하고 있다. 알렉시스는 이 3형제 중에서 가장 성공한 축구선수이며 홀로 FIFA 월드컵 우승 경력을 보유하고 있다. 느그 엄마

## 국가대표 경력

### 2022년 FIFA 월드컵
원래는 후보 선수였고 조별리그 1차전 사우디아라비아전에는 훌리안 알바레스, 엔소 페르난데스와 같이 벤치에 있었다. 하지만 강호 아르헨티나가 고작 사우디아라비아에게 패배하는 경천동지할 일이 벌어지자 리오넬 스칼로니 감독은 더 이상 기존의 주전 선수들을 신뢰하지 않았으며, 그래서 라우타로 마르티네스를 후보로 내리고 그 자리에 훌리안 알바레스를 올린 다음, 레안드로 파레데스를 후보로 내리고 그 자리에 엔소 페르난데스를 올렸으며, 파푸 고메스를 후보로 내리고 그 자리에 알렉시스 마크 알리스테르를 올렸다. 
마크 알리스테르는 조별리그 3차전 폴란드전에서 상대로 골을 넣어 아르헨티나의 조 1위 16강 진출에 공헌했다. 이후 4강전 크로아티아전에서는 윙어를 전부 빼고 그 대신 마크 알리스테르와 로드리고 데 폴, 엔소 페르난데스, 레안드로 파레데스의 탄탄한 미드필드진으로 나와서 크로아티아의 미드필딩을 무너뜨렸다. 결승전 프랑스전에서 공을 몰고 전력질주 하다가 팀의 대선배인 앙헬 디마리아에게 패스를 찔러 넣어 줬으며 디마리아는 이를 번개같이 골로 연결해 득점을 기록했다. 이 월드컵에서 마크 알리스테르는 주전으로 올라온 이후 팀에 끝없이 헌신해 결국 아르헨티나의 통산 3번째 우승에 크게 공헌했다.

## 플레이 스타일
다양하고 창의적일 볼터치와 후안 로만 리켈메를 거의 닮은 중원사령관 유형의 선수이다. 또한 축구 지능이 매우 높으며 동료 선수에게 상황에 딱 맞는 패스를 뿌려줘서 팀이 쉽게 이기게 만드는 능력을 갖추고 있다. 일례로 2022년 FIFA 월드컵 결승전에서 앙헬 디 마리아에게 킬 패스를 찔러줬는데 디 마리아는 이 패스를 받자마자 바로 슛을 날려 득점했다. 
발 자체가 매우 우수하다 보니 슈팅, 드리블, 패스, 프리킥, 코너킥, 패널티킥에 모두 수준급 이상의 능력을 보여주고 있다. 그래서 공격수들이 골을 제대로 못 넣으면 맨 앞까지 달려와서 본인이 직접 골을 넣기도 하는 등 해결사로서도 최고 수준의 실력을 갖추고 있다.
거기에 수비력도 매우 좋아서 어느 포지션에서든 사용이 가능한 만능 선수이다.
단점은 체격이 작다 보니 공중볼 처리 능력이 다른 능력에 비해 미흡한 편이며, 몸싸움에 약한 모습을 보이는 점이다.

## 수상

#### 아르헨티노 주니어스
- 프리메라 B 나시오날 : 2016-17

#### 보카 주니어스
- 프리메라 디비시온 : 2019-20

#### 리버풀
- 프리미어리그 : 2024-25
- EFL컵 : 2023-24

#### 아르헨티나
- FIFA 월드컵 : 2022
- 코파 아메리카 : 2024

### 개인
- 프리미어리그 이 달의 선수 : 2025년 4월
- 프리미어리그 이 달의 골 : 2023년 12월
- BBC 이 달의 골 : 2023년 12월, 2024년 4월, 2025년 4월